# Петшикув-Кольонія
Петшикув-Кольонія (пол. Pietrzyków-Kolonia) — село в Польщі, у гміні Пиздри Вжесінського повіту Великопольського воєводства.
Населення — 189 осіб (2011).
У 1975-1998 роках село належало до Конінського воєводства.

## Демографія
Демографічна структура станом на 31 березня 2011 року:
|          | Загалом | Допрацездатний вік | Працездатний вік | Постпрацездатний вік |
| -------- | ------- | ------------------ | ---------------- | -------------------- |
| Чоловіки | 100     | 12                 | 77               | 11                   |
| Жінки    | 89      | 14                 | 52               | 23                   |
| Разом    | 189     | 26                 | 129              | 34                   |